# Danala laxtaria
Danala laxtaria es una especie de polilla de la familia Geometridae, descrita por primera vez por Francis Walker en 1860. El holotipo de la especie fue descrita en Sarawak.

## Descripción
Es una polilla con el cuerpo de color leonado pálido apagado. La cabeza y el borde anterior del tórax son ferruginosos. El abdomen es violáceo cineroso hacia la punta. La combinación de márgenes de alas en ángulo y la facies de color marrón rosado con manchas pálidas son características diagnósticas de la especie. Las alas cuentan con motas negras. Las alas anteriores alrededor del ángulo interior y casi la totalidad de las alas posteriores cuentan con tintes violáceos cinerosos con líneas ferruginosas. El fleco es blanquecino cineroso. Existe una variedad de la polilla que cuenta con una mancha testácea, tipo concha, cerca de la parte exterior de la costa de cada ala y otra más pequeña cerca de la costa interior de las alas anteriores.
Es una polilla poco frecuente con distribuci en la isla de Borneo, la Malasia peninsular y la isla de Sumatra. Los pocos especímenes descritas formlamente han sido hayadas en bosques de dipterocarpos de montaña a 150 metros (492,1 pies) de altitud y en el bosque de montaña bajo de Sabah.